# Фурнерон, Бенуа
Бенуа́ Фурнеро́н (фр. Benoît Fourneyron; 31 октября 1802 года, Сент-Этьен — 8 июля 1867 года, Париж) — французский гражданский инженер, изобретатель одной из первых моделей гидравлических турбин, известной под его именем — турбины Фурнерона. Кавалер ордена Почётного легиона (1839), почётный иностранный член Американской академии искусств и наук (с 1846).
В 1848 году, после революции, выбран в учредительное собрание, был членом правой и при новых выборах был забаллотирован.
В 1848 году американский инженер Джеймс Фрэнсис на базе турбины Фурнерона создал радиально-осевую гидротурбину, широко используемую и сейчас, например, на самой большой в мире ГЭС «Три ущелья».

## Труды
- «Mémoire sur les turbines hydrauliques» (Льеж, 1841);
- «Table pour faciliter les calculs des formules relatives au mouvement des eaux dans les tuyaux de conduite» (П., 1844)